# Gîrbova, Ocnița
Gîrbova este un sat din raionul Ocnița, Republica Moldova.

## Geografie
Satul are o suprafață totală de 28,08 kilometri pătrați, fiind cuprins într-un perimetru de 28,88 km. Vatra satului are o suprafață de aproximativ 2,42 kilometri pătrați, cu un perimetru de 6,41 km.

## Demografie
În anul 1997, populația satului Gîrbova a fost estimată la 1.526 de cetățeni.
Conform datelor recensământului din anul 2004, populația satului constituie 1.398 de oameni, 45,57% fiind bărbați iar 54,43% femei. Structura etnică a populației în cadrul satului arată astfel: 96,64% - moldoveni/români, 1,79% - ucraineni, 0,50% - ruși, 0,93% - găgăuzi, 0,14% - alte etnii.
În satul Gîrbova au fost înregistrate 554 de gospodării casnice la recensământul din anul 2004. Membrii acestor gospodării alcătuiau 1.398 de persoane, iar mărimea medie a unei gospodării era de 2,5 persoane. Gospodăriile casnice erau distribuite, în dependență de numărul de persoane ce le alcătuiesc, în felul următor: 26,71% - 1 persoană, 29,24% - 2 persoane, 21,30% - 3 persoane, 12,64% - 4 persoane, 8,12% - 5 persoane, 1,99% - 6 și mai multe persoane.

## Administrație și politică
Componența Consiliului local Gîrbova (9 consilieri), ales la 5 noiembrie 2023, este următoarea:
|  | Partid                                       | Consilieri | Componență | Componență | Componență | Componență | Componență |
|  | -------------------------------------------- | ---------- | ---------- | ---------- | ---------- | ---------- | ---------- |
|  | Partidul Socialiștilor din Republica Moldova | 5          |            |            |            |            |            |
|  | Partidul Acțiune și Solidaritate             | 4          |            |            |            |            |            |